# (85713) 1998 SS49
(85713) 1998 SS49とは、軌道離心率が高い小惑星で、地球近傍天体に分類されている。直径約3キロメートル (1.9 mi)のアポロ群に属する潜在的に危険な小惑星でもある。(85713) 1998 SS49は、1998年9月29日に、アメリカ合衆国のニューメキシコ州に位置するソコロ近くのリンカーン研究所ETSで、リンカーン地球近傍小惑星探査（LINEAR）プログラムの天文学者によって発見された。最大の潜在的に危険な小惑星の1つであり、月までの距離よりも短い、著しく低い地球MOID（最小交差距離）を持っている。

## 軌道と分類
(85713) 1998 SS49は、地球横断小惑星であるアポロ群に分類されている。アポロ群の小惑星は、地球近傍天体の最大のサブグループである。
(85713) 1998 SS49は、2年8か月（975日、軌道長半径1.92天文単位）で太陽の周囲を0.7~3.2天文単位の距離で公転している。その軌道は0.64の高い軌道離心率と、黄道に対して11°の高い軌道傾斜角を持っている。(85713) 1998 SS49の観測弧は、1998年9月のソコロでの公式の発見観測から始まる。

### 地球への接近
絶対等級15.6程度の(85713) 1998 SS49は、既知の潜在的に危険な小惑星の中で最も明るく、おそらく最大のものの1つである。地球との最小軌道交差距離は0.0023天文単位 (340×103 km; 0.90 LD)と非常に小さい。1902年11月26日、(85713) 1998 SS49は0.0659天文単位 (9.86×106 km; 25.6 LD)の距離で1900年以来地球に最も近づいた。次の注目すべき接近は、2022年11月21日の0.141天文単位 (21,100,000 km; 13,100,000 mi)の距離での接近である。
(85713) 1998 SS49は、金星と火星の軌道を横切るため、金星横断小惑星・火星横断小惑星でもある。

## 物理的特徴
(85713) 1998 SS49は、石質のS型小惑星であると推定されている。

### 自転周期
2014年、(85713) 1998 SS49の2つの自転光度曲線が、カリフォルニア州のCS3-Palmer Divide Station（PDS）（U82）で、アメリカ合衆国の天文学者Brian Warnerによる測光観測から得られた。光度曲線の解析では、自転周期が5.370時間と5.66時間、明るさの変化がそれぞれ0.18等級と0.06等級（U=2/2）で、そのうちの1つは2.686±0.002時間の代替周期解を与えた。2016年4月、EURONEARの光度曲線調査では、振幅0.12等級（U=2）で5.398時間の自転周期が測定された。

### 直径とアルベド
日本のあかりとNASAの広視野赤外線探査機（WISE）のNEOWISEミッションによると、(85713) 1998 SS49の縦方向（直径）が2~3.484キロメートルであり、アルベド（光の波長の反射率）が0.076~0.237であることを示している。Collaborative Asteroid Lightcurve Link（CALL）は、石質の場合の典型的なアルベドを0.20と仮定して、直径を2.25キロメートル、絶対等級を15.6と計算している。

## 番号と名称
この小惑星は、2004年8月30日に小惑星センターによって小惑星番号が与えられた。2018年現在、(85713) 1998 SS49は仮符号のままであり、命名されていない。